# 폴리 드레이퍼
폴리 케리 드레이퍼(Polly Carey Draper, 1955년 6월 15일 ~ )는 미국의 배우, 감독, 작가, 제작자이다.

## 작품 목록
- 시바 베이비 (2020)
- 러브 인 뉴욕 (2015)
- 데몰리션 (2015)
- 오브비어스 차일드 (2014)
- 사이드 이펙트 (2013)
- 아워 이디엇 브라더 (2011)
- 투 영 투 메리 (2007)
- 어 퍼펙트 핏 (2005)
- 세컨드 베스트 (2004)

### 영화 출연
- 천국에서의 6분 (1986, Seven Minutes in Heaven)
- 환상의 발라드 (1987, The Pick-up Artist)
- 사이보그 유리시즈 (1987, Making Mr. Right)
- 다니엘 스틸 - 사랑의 맥박 (1993, Danielle Steel's Heartbeat)
- 깨어진 약속 (1993, Broken Promises: Taking Emily Back)
- 돈벼락 맞은 사나이 (1994, A Million to Juan)
- 베어 마운틴의 비밀 (1995, Gold Diggers: The Secret of Bear Mountain)
- The Tic Code (1998)
- Dinner Rush (2000)
- Jane Wants a Boyfriend (2015)

### 텔레비전 기획
- 네이키드 브라더스 밴드 (2007-09)